# Thomas Ede Zimmermann
Thomas „Ede“ Zimmermann (* 26. September 1954 in Hannover) ist ein deutscher Sprachwissenschaftler.

## Leben
Nach dem Studium (1973–1978) der Linguistik und Philosophie in Konstanz bei Arnim von Stechow, Peter Pause, Gottfried Gabriel und in London bei Hans Kamp war er von 1978 bis 1983 wissenschaftlicher Angestellter am Sonderforschungsbereich 99 an der Universität Konstanz, als Mitarbeiter in einem Projekt zur formalen Syntax und Semantik. Nach der Promotion  zum Dr. phil. an der Universität Konstanz 1987 war er von 1989 bis 1992 wissenschaftlicher Assistent (C1) am Institut für Maschinelle Sprachverarbeitung, Universität Stuttgart, Lehrstuhl für Formale Logik und Sprachphilosophie (Lehrstuhlinhaber: Hans Kamp). Nach der kumulativen Habilitation 1992 im Fach Linguistik an der Universität Stuttgart (Hauptgutachter: Hans Kamp) war er ab 1999 Universitätsprofessor (C3, seit 2008: W3) für Germanistische Linguistik / Formale Semantik am Institut für [ehemals: Kognitive] Linguistik der Johann Wolfgang Goethe-Universität Frankfurt am Main. Im Oktober 2020 trat er in den Ruhestand.

## Schriften (Auswahl)
- Intensional logic and two-sorted type theory In: Journal of Symbolic Logic 54 (1989), S. 65–77. (Publikation der Dissertation)
- mit Wolfgang Sternefeld: Introduction to semantics. An essential guide to the composition of meaning. Berlin 2013, ISBN 3-11-030800-2.
- Einführung in die Semantik. Darmstadt 2014, ISBN 3-534-25433-3.